# Ројрит
Ројрит (њем. Reurieth) општина је у њемачкој савезној држави Тирингија. Једно је од 43 општинска средишта округа Хилдбургхаузен. Према процјени из 2010. у општини је живјело 918 становника. Посједује регионалну шифру (AGS) 16069037.

## Географски и демографски подаци
Ројрит се налази у савезној држави Тирингија у округу Хилдбургхаузен. Општина се налази на надморској висини од 350 метара. Површина општине износи 16,2 km². У самом мјесту је, према процјени из 2010. године, живјело 918 становника. Просјечна густина становништва износи 57 становника/km².

## Међународна сарадња
| Мјесто | Држава    | Врста сарадње | Од    |
| ------ | --------- | ------------- | ----- |
|        | Француска | контакт       | 2000. |
|        | Чешка     | контакт       | 2000. |
| Извор  |           |               |       |